# René (powieść)
René – utwór literacki François-René de Chateaubrianda opublikowany po raz pierwszy w 1805, napisany trzy lata wcześniej. W założeniach autora miał stanowić literackie rozwinięcie koncepcji zasad moralnych zawartych w tekście Duch wiary chrześcijańskiej, jak również komponent szerszej epopei zatytułowanej Naczezi, której akcja rozgrywała się w osiemnastowiecznej, podbitej przez Francuzów Luizjanie.
Zdaniem Anny Tatarkiewiczowej dzieło to odgrywa w historii literatury francuskiej szczególną rolę ze względu na fakt, że stanowi potrójne świadectwo historyczno-literackie: o psychice i poglądach autora, o klimacie epoki oraz o przemianach dokonujących się w formie powieści na przełomie XVIII i XIX wieku.

## Tło powstania
Chateaubriand napisał Renégo tuż po swoim osobistym nawróceniu religijnym, kiedy ostatecznie uznał chrześcijaństwo za źródło najtrafniejszych i najzgodniejszych z naturą ludzką zasad postępowania. Planowana przez niego powieść o młodzieńcu miała stanowić przykład katastrofy człowieka, który mimo deklarowanej wiary w swoim życiu kierował się niepohamowanym indywidualizmem, a zatem jej całkowitym przeciwieństwem. Kreując takiego bohatera, pisarz zamierzał poddać krytyce tytułową postać z niezwykle modnej w epoce Chateaubrianda powieści Goethego Cierpienia młodego Wertera i ośmieszyć propagowane przez nią zachowanie. Zdaniem krytyków literackich zamiar ten jednak się nie powiódł, a René stał się drugim, obok Wertera, typowym bohaterem sentymentalizmu.

## Treść
Młodzieniec imieniem René przybywa do Luizjany francuskiej, gdzie osiedla się w wiosce plemienia Naczezów, spędzając jednak całe dnie sam, wędrując po lasach i rozmyślając. Nakłoniony przez sachema Szaktasa i księdza Suela postanawia opowiedzieć im swoją historię.

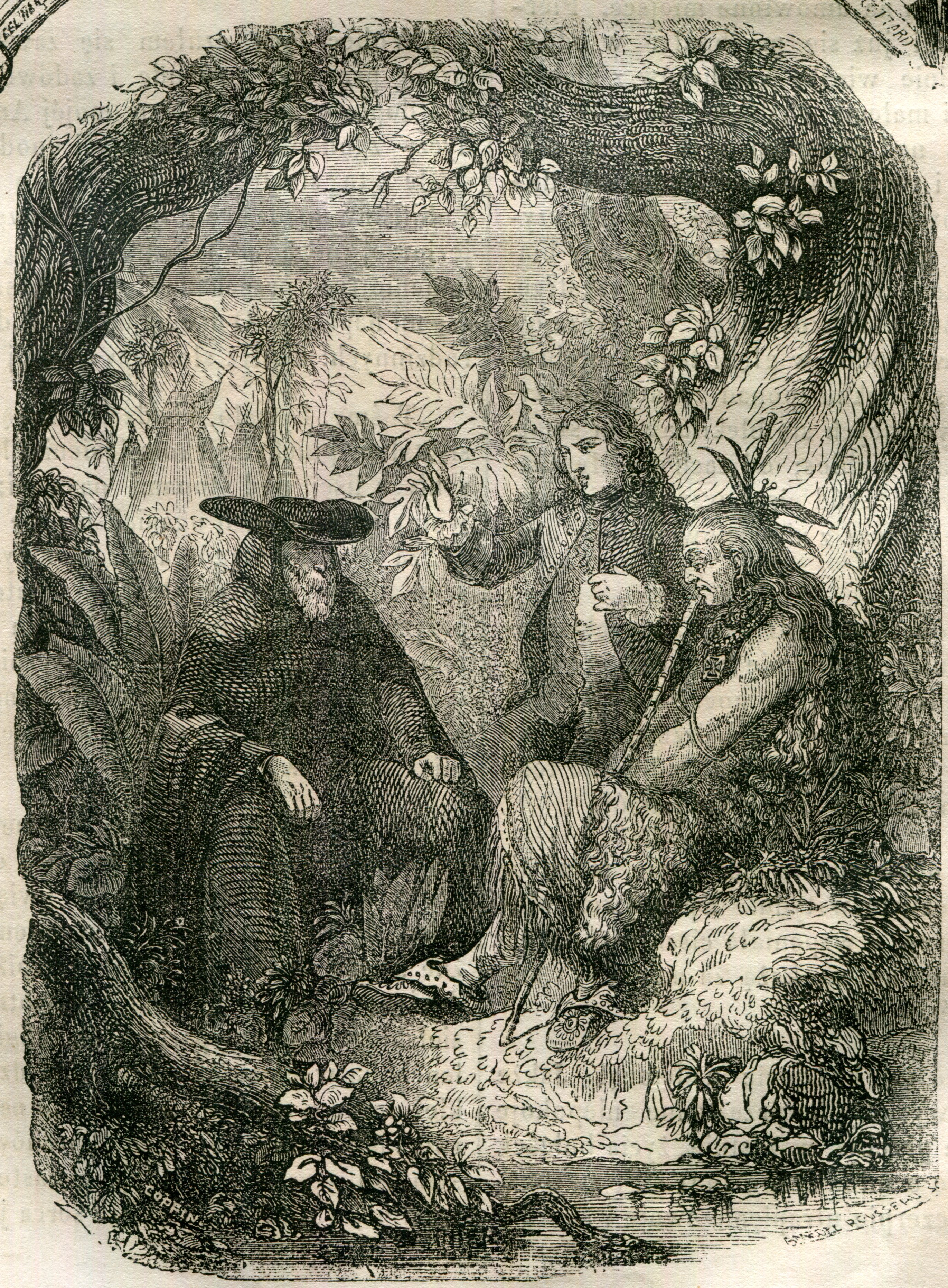
Rene opowiadający swą historię (ilustracja, 1853)

René, syn francuskiego szlachcica, stracił przy porodzie matkę. Jego ojciec faworyzował starszego brata i nie interesował się nim, następnie zaś również zmarł. Jako chłopiec, a następnie młodzieniec, jedyne oparcie René znajdował w starszej siostrze Amelii. Był człowiekiem melancholijnym, nie widział w życiu żadnego sensu, uważał, że każdy ludzki wysiłek i tak niweczy nieuchronna śmierć. Początkowo chciał wstąpić do klasztoru, następnie za lekarstwo na ciągły smutek wziął podróże. I one jednak zmęczyły go, postanowił wówczas wrócić do siostry. Przy Amelii René odzyskuje siły, bliskość siostry napełnia go nieokreśloną, ogromną radością. Po kilku miesiącach kobieta opuszcza go jednak, wysyłając jedynie list, w którym informuje go o zamiarze wstąpienia do zakonu i natychmiastowego (za dyspensą) złożenia ślubów wieczystych. Amelia odmawia mu również spotkania przed ceremonią obłóczyn. Asystując przy ceremonii René słyszy z ust siostry modlitwę o wszelkie dobrodziejstwa boskie dla brata, który nie dzielił jej „występnej miłości”. Rozumie wówczas, że kobieta została zakonnicą, by nie popełnić z nim grzechu kazirodztwa. René mdleje, ponownie pragnie zakończyć życie, jednak zmienia zamiary, gdy przypomina sobie, że życzenie siostry było inne. Początkowo spędza cały czas u murów klasztoru, ostatecznie jednak postanawia wyjechać do Ameryki. Tam dowiedział się o śmierci siostry, która pielęgnowała zakonnice-ofiary epidemii, sama zarażając się chorobą.
Po zakończonej historii Szaktas płacze nad losem młodzieńca, jednak ksiądz Suel w surowych słowach krytykuje jego postawę: twierdzi, że René zbyt płytko patrzył na świat i to dlatego nie widział sensu swojego życia. Zarzuca mu również, że wynosił się ponad bliźnich i gubił swoją duszę twierdząc, że człowiek jest istotą samowystarczalną, wreszcie, że tracił czas na puste rozpamiętywanie własnych kolei losu. Jego ocenę potwierdza Szaktas, prosząc Renégo, by porzucił swój dotychczasowy indywidualizm. Z ostatnich zdań utworu czytelnik dowiaduje się, że René, podobnie jak Suel i Szaktas, zginął podczas masakry Naczezów i Francuzów w Luizjanie.

## Cechy utworu

### Przynależność gatunkowa dzieła
Zdaniem Anny Tatarkiewicz jednoznaczna klasyfikacja gatunkowa utworu sprawia pewne trudności. Początkowo dzieło bliskie jest tradycyjnej powieści, jednak w miarę rozwoju akcji, z powodu przepajającego całość liryzmu, staje się znacznie bliższe poematowi, zwłaszcza w jego późniejszej, romantycznej formie. Niektóre elementy dzieła są wręcz bliskie rozmachowi eposu pisanego prozą.

### Czas i miejsce akcji
Wydarzenia z życia Renégo rozgrywają się w przestrzeni całkowicie oderwanej od rzeczywistego czasu i przestrzeni. Miejsce akcji ukazane jest w sposób szczątkowy, ograniczając się do ukazanych w poetycki, symboliczny sposób klasztoru, zamku oraz krajobrazów miejsc, które poza Francją odwiedza cierpiący bohater. Wszystkie opisane w utworze sytuacje mają charakter rozterek psychologicznych i emocjonalnych, odbywających się poza sytuacją społeczną. Umiejscowienie opowieści Renégo w egzotycznym i wyidealizowanym krajobrazie francuskiej Luizjany oraz fantastyczne postacie jego słuchaczy – księdza Suela i Indianina Szaktasa, potęgują jeszcze wrażenie oderwania całości od historycznego i geograficznego kontekstu.

### Elementy autobiograficzne

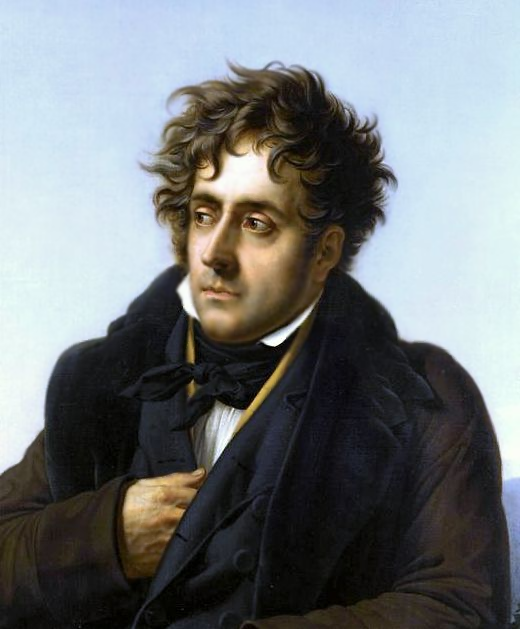
Biografia autora była jednym ze źródeł inspiracji dla napisania powieści (portret, 1811)

Równocześnie wiele faktów z biografii powieściowego Renégo stanowi odbicie wydarzeń z życia autora powieści. Podobnie jak Chateaubriand, René nie zaznaje ciepła rodzinnego, lecz dorasta w cieniu surowego, faworyzującego jego starszego brata ojca. Jedyną osobą, z którą czuje się głęboko związany, jest siostra – Amelia (odpowiednik siostry Chateaubrianda Lucylli). Literacki bohater, podobnie jak autor, interesuje się literaturą od młodości, zaś za lekarstwo na spotykające go nieszczęścia uważa wyjazd do Ameryki. Autobiograficzne inspiracje w Reném ulegają jednak poważnej modyfikacji: autor nie przekazuje bohaterowi całego swojego życiorysu, a jedynie wybrane przez siebie epizody, zmieniając ich tło i uwznioślając przebieg wydarzeń. Nadanie Renému przez autora jednego z własnych imion miało podkreślać wzajemną zależność jednej biografii od drugiej, jednak w rzeczywistości Chateaubriand nie tyle przedstawił obraz samego siebie, co wyidealizował go i uwznioślił.

### Wątek miłosny

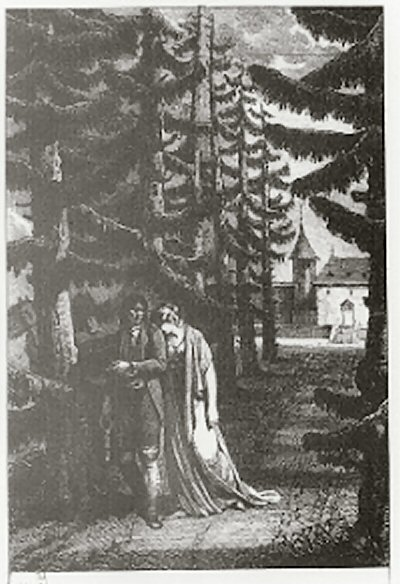
René i Amelia (ilustracja, 1803)

Zdaniem Anny Tatarkiewiczowej wątek kazirodczego uczucia pomiędzy Reném i Amelią jest transpozycją dwóch elementów biografii Chateaubrianda: relacji z siostrą Lucyllą oraz niespełnionej miłości do Karoliny Yves. W odróżnieniu od Amelii, która zaczęła darzyć Renégo miłością erotyczną, Lucylla była jedynie przywiązana do swojego brata i ich wzajemne stosunki nie zawierały nic skandalizującego. W Karolinie Yves autor zakochał się natomiast w czasie pobytu w Ameryce, nie mógł jej jednak poślubić, gdyż przed swoim wyjazdem z Francji zawarł już (umotywowany finansowo) ślub z Celestą Buisson. Obydwa te elementy biografii Chateaubrianda posłużyły jako inspiracja dla wykreowania miłości fatalnej, mającej swoje źródło w metafizycznym prześladowaniu Renégo przez los. Tym samym namiętność Amelii, jaką darzy własnego brata (a ten najprawdopodobniej nieświadomie ją podziela), staje się ostatecznym dowodem na wrodzony tragizm Renégo i jego przeznaczenie do cierpienia.

### Bunt Renégo i jego krytyka
Kluczowym elementem charakterystyki bohatera jest jego bunt przeciwko zasadom organizacji społecznej i tradycyjnej moralności – postawa, która w powieści miała zostać ukazana jako naganna. Źródłem wszystkich decyzji życiowych Renégo jest tkwiące w nim przekonanie o braku wartości życia i śmierci jako jedynym pewnym fakcie na świecie. Nie jest w stanie w nic się zaangażować, gdyż każde działanie jawi mu się jako – z konieczności – niepełne i niemożliwe do dokończenia. Jako lek na tkwiącą w nim rozpacz z tego powodu rozważa początkowo wstąpienie do zakonu, następnie podróże, wreszcie samobójstwo – do tego jednak nie dopuszcza jego siostra. Ich wspólne życie nie trwa jednak długo – gdy Amelia uświadamia sobie, że darzy brata uczuciem niesiostrzanym, w obawie przed grzechem zostaje zakonnicą. Tymczasem René przekonany jest o trafności swoich ocen życia, i chociaż ostatecznie nie potwierdza swojego wewnętrznego buntu przeciw wszelkiej moralności żadnym czynem, psychicznie gotów jest do popełniania zbrodni, uważa się za równego Bogu geniusza.

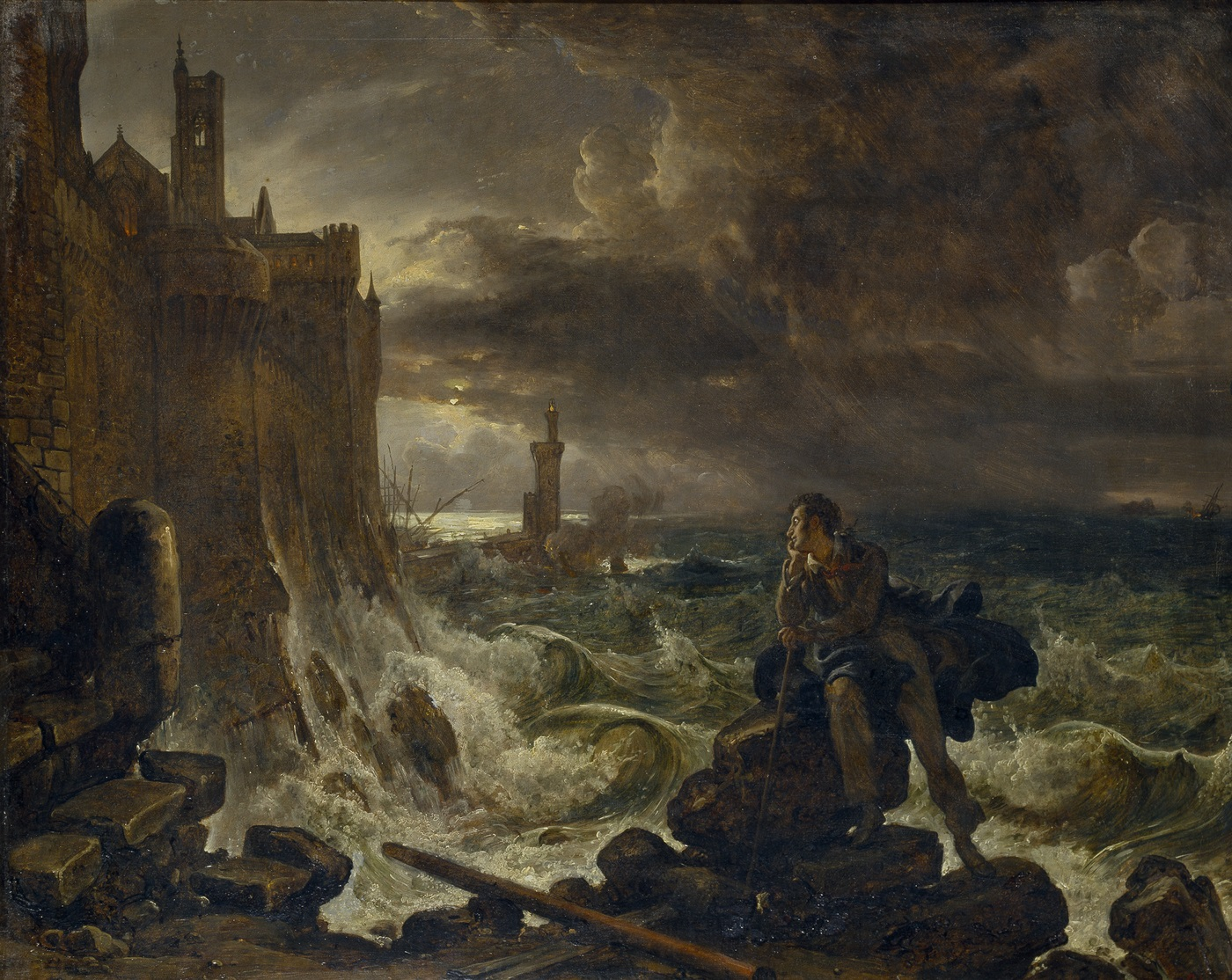
Scena z zakończenia opowieści (mal. F.L. Catel, ok. 1820)

Tak przedstawiony bunt bohatera zostaje stanowczo potępiony przez obydwu słuchaczy Renégo. Ksiądz Suel krytykuje go z punktu widzenia etyki chrześcijańskiej, twierdząc, że jego nienawiść wobec życia wynika jedynie z płytkiego spojrzenia na świat. Zarzuca bohaterowi, że nie chce poznać Boga i pokochać bliźnich, lecz daremnie trwoni czas na ponownym rozważaniu własnych przeżyć wewnętrznych. Szaktas uważa natomiast, że apologia skrajnego indywidualizmu, jaką przedstawia René, jest szkodliwa społecznie. Argumenty te miały w zamiarach Chateaubrianda ostatecznie obalić koncepcje bohatera i ukazać go jako antyprzykład postępowania. Zdaniem Anny Tatarkiewiczowej siła przekonywania tekstu znacznie jednak spadła wskutek faktu, że René w istocie nigdy nie akceptuje przedstawionych mu argumentów, ani tym bardziej nie zaczyna działać zgodnie z chrześcijańską etyką. Tym samym do czytelnika znacznie bardziej przemawiały jego własne, choć potępione przez innych bohaterów, koncepcje moralne.